# Jaime Duarte
Jaime Eduardo Duarte Huerta (Lima, 27 de febrer de 1955) és un exfutbolista peruà de la dècada de 1980.
Va formar part de l'equip peruà a la Copa del Món de 1978 i 1982, i la Copa Amèrica de 1979 i 1983. Disputà 55 partits entre 1975 i 1985
Pel que fa a clubs, defensà els colors de Alianza Lima, Sport Boys, San Agustín i Deportivo Italia de Veneçuela